# Honda Model X
Samochód koncepcyjny Honda Model X, opracowany i zaprojektowany przez dział badawczo-rozwojowy firmy Honda w Stanach Zjednoczonych, ujawnił wytrzymały i wszechstronny pojazd napędzany przez 4-cylindrowy silnik nowej generacji i-VTEC. Do silnika dołączona była rajdowa, 5-biegowa, ręczna skrzynia biegów. Część linii dachowej zsuwała się do przodu, a tylna szyba znikała w tylnej klapie. Aby zapewnić styl "otwartej architektury", model X został zaprojektowany bez słupka B i z otwieranymi centralnie tylnymi drzwiami. Wewnątrz, podłoga kabiny została wykonana z żywicy teksturowanej dla ułatwienia czyszczenia, a tył przednich foteli przesuwał się po poduszce siedzenia, aby zapewnić tylne siedzenie podczas parkowania pojazdu. Projekt zaowocował Hondą Element, zaprezentowaną w 2002 roku.